# Glace amorphe de très haute densité
 (janvier 2022).
Si vous disposez d'ouvrages ou d'articles de référence ou si vous connaissez des sites web de qualité traitant du thème abordé ici, merci de compléter l'article en donnant les références utiles à sa vérifiabilité et en les liant à la section « Notes et références ».
La glace amorphe de très haute densité (ou glace VHDA pour Very-High-Density Amorphous) est un type de glace obtenu à haute pression. La glace VHDA fait partie des glaces amorphes. Cette glace est plus dense que l'eau liquide avec une masse volumique égale à 1,3 g cm−3.

## Historique de la glace VHDA
Ce type de glace a été découvert en 2004 par une équipe de chercheurs de l'université d'Innsbruck dans le cadre d'un projet financé par le fonds de soutien à la recherche fondamentale. Ce nouveau type de glace est venu s'ajouter aux 17 types de glaces déjà connus et portant à 5 le nombre de types de glace amorphe connus. À l'origine, le projet avait pour but de déterminer les conditions précises pour la formation d'un type de glace. Cette forme de glace a ensuite été soumise à des analyses par l'équipe de chercheurs en collaboration avec un groupe anglais.

## Caractéristiques de la glace VHDA
Des analyses structurelles (diffraction par rayons X, diffraction neutronique, spectroscopie Raman) ont permis d'élucider l'ordre à courte distance de la glace VHDA : chaque molécule d'eau est entourée de 6 autres molécules (alors que dans la forme HDA, il n'y en a que 5). Cette découverte a une utilité en astronomie vu que cette forme de glace ne se trouve pas sur Terre ; il est toutefois possible qu'elle existe sur d'autres planètes ou sur des comètes.